# 沖永良部台風
沖永良部台風（おきのえらぶたいふう、昭和52年台風第9号、国際名：ベイブ/Babe）は、1977年9月9日に、鹿児島県沖永良部島で日本の陸上における最低気圧を記録した台風である。

## 概要

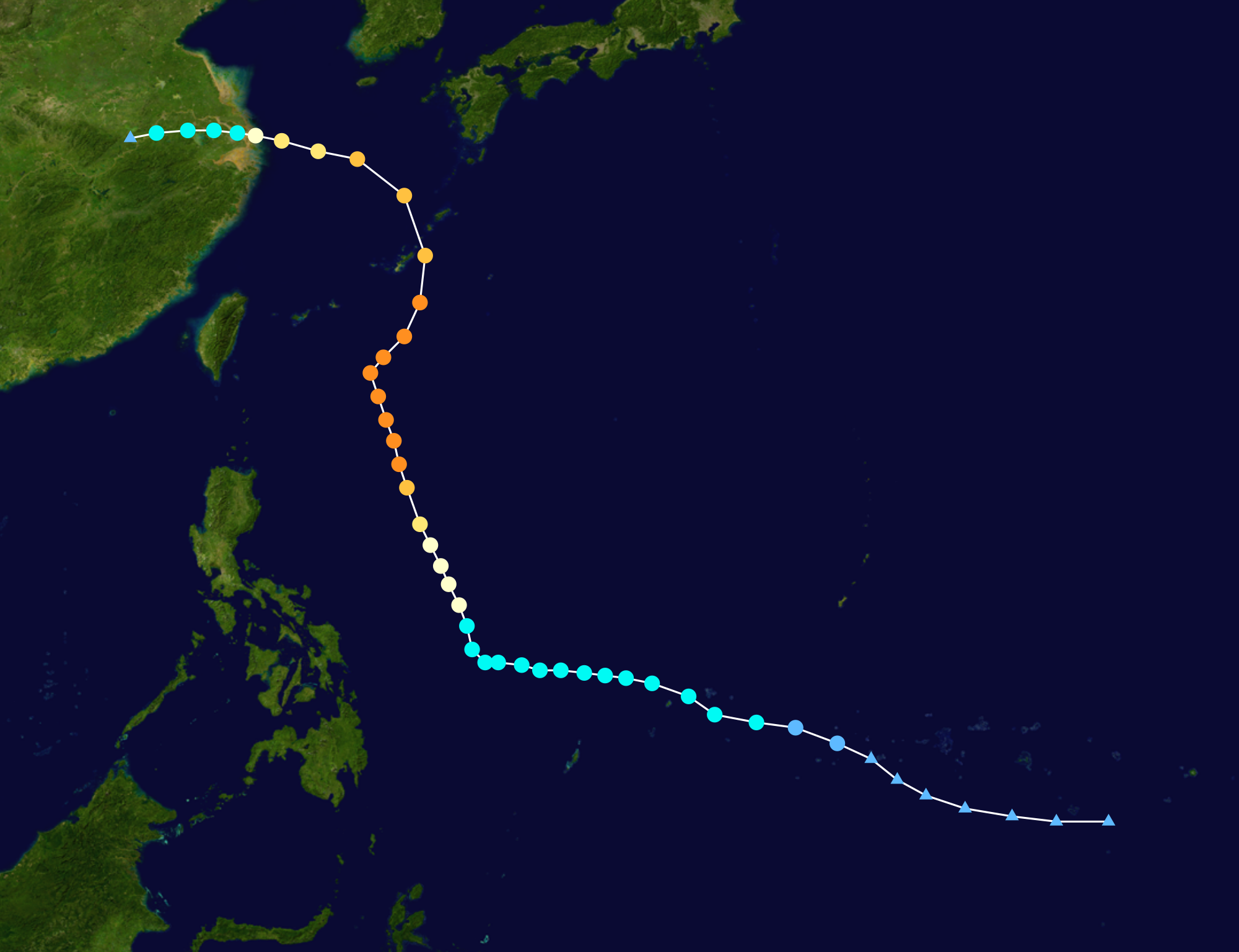
沖永良部台風の進路図

1977年9月2日12時に、カロリン諸島付近で台風9号が発生。当初台風は西北西に進んでいたが、5日には進路を北北西に変えて勢力を強め、北東から北へと進路を変えて、9日23時前に沖永良部島を通過した。その後は東シナ海で急に進路を西に転じて（この原因として、当初は太平洋高気圧の急激な発達が上げられたが、実際はその頃大陸から進んで来た上層の寒冷渦との藤原の効果によるものと考えられている。）中国大陸に上陸し、12日には弱い熱帯低気圧へと変わった。
沖永良部（鹿児島県和泊町）では、9日22時50分に日本の観測史上第1位となる最低気圧907.3 hPaを記録し、同日22時過ぎに最大風速39.4 m/s（最大瞬間風速60.4 m/s）を観測した。その後猛烈な風のために風速計の支柱が傾き、それ以後観測が不可能になった。沖永良部測候所の見積もりでは、最大瞬間風速は80m/sに達した。この台風の影響で、沖永良部島の半数の住家が全半壊するなど、大きな被害が生じた。東シナ海では、台風により多数の漁船が遭難寸前となった。
また台風の北上に伴って、日本列島に沿うように停滞していた前線の活動が活発化し、九州地方から東北地方の太平洋側では、期間降水量が所々で400mmに達する大雨となった。総降水量は179mmに達した。
気象庁は、台風が沖永良部島を直撃した4日後の13日に、この台風を「沖永良部台風」と命名した。それ以後2019年に発生した令和元年房総半島台風（台風15号）および令和元年東日本台風（台風19号）まで42年間にわたり、気象庁によって台風が命名されることはなかった。
ちなみに、静止気象衛星「ひまわり」が9月8日に最初に撮影したのが、沖永良部台風であった。沖永良部台風をきっかけに、9月17日から「ひまわり」による1日2回観測が始まった。
また、大西洋北部には、沖永良部台風と同じ国際名を持つハリケーン・ベイブが同時に存在していた。
| 気象庁命名           | 名称               | 国際名  | 年     |
| -------------------- | ------------------ | ------- | ------ |
| 洞爺丸台風           | 昭和29年台風第15号 | Marie   | 1954年 |
| 狩野川台風           | 昭和33年台風第22号 | Ida     | 1958年 |
| 宮古島台風           | 昭和34年台風第14号 | Sarah   | 1959年 |
| 伊勢湾台風           | 昭和34年台風第15号 | Vera    | 1959年 |
| 第2室戸台風          | 昭和36年台風第18号 | Nancy   | 1961年 |
| 第2宮古島台風        | 昭和41年台風第18号 | Cora    | 1966年 |
| 第3宮古島台風        | 昭和43年台風第16号 | Della   | 1968年 |
| 沖永良部台風         | 昭和52年台風第9号  | Babe    | 1977年 |
| 令和元年房総半島台風 | 令和元年台風第15号 | Faxai   | 2019年 |
| 令和元年東日本台風   | 令和元年台風第19号 | Hagibis | 2019年 |

| 順位 | 名称                               | 国際名   | 中心気圧（hPa） | 観測年月日                | 観測地点           |
| ---- | ---------------------------------- | -------- | --------------- | ------------------------- | ------------------ |
| 1    | 沖永良部台風 （昭和52年台風第9号） | Babe     | 907.3           | 1977年（昭和52年）9月9日  | 沖永良部（鹿児島） |
| 2    | 宮古島台風 （昭和34年台風第14号）  | Sarah    | 908.1           | 1959年（昭和34年）9月15日 | 宮古島（沖縄）     |
| 3    | 室戸台風                           | -        | 911.6           | 1934年（昭和9年）9月21日  | 室戸岬（高知）     |
| 4    | 平成15年台風第14号                 | Maemi    | 912.0           | 2003年（平成15年）9月11日 | 宮古島（沖縄）     |
| 5    | 枕崎台風 （昭和20年台風第16号）    | Ida      | 916.1           | 1945年（昭和20年）9月17日 | 枕崎（鹿児島）     |
| 6    | 第2室戸台風 （昭和36年台風第18号） | Nancy    | 918.0           | 1961年（昭和36年）9月15日 | 名瀬（鹿児島）     |
| 7    | 昭和5年8月の台風 （名称なし）      | -        | 922.0           | 1930年（昭和5年）8月9日   | 南大東島（沖縄）   |
| 8    | 昭和38年台風第14号                 | Gloria   | 923.5           | 1963年（昭和38年）9月10日 | 石垣島（沖縄）     |
| 9    | 平成18年台風第13号                 | Shanshan | 923.8           | 2006年（平成18年）9月16日 | 西表島（沖縄）     |
| 10   | 平成16年台風第18号                 | Songda   | 924.4           | 2004年（平成16年）9月5日  | 名護（沖縄）       |

## 被害状況
- 死者1名、負傷者139名
- 住家全半壊・流失2,829棟、住家浸水4,118棟、住家一部破損1,937棟
- 田畑冠水・流埋333ha
- 山がけ崩れ206箇所

## 救援活動
離島のため、あらゆる物資が不足。特に医薬品、飲料水、食糧が不足し定期船も大しけのため接岸できず緊急の空輸要請があった。TDA東亜国内航空はYS-11を2機手配。客室内にまで必要物資を搭載し沖永良部空港への物資輸送を行った。その他にも電力工事再建のため、航空自衛隊のC-1により電気工事車両の空輸が実施された。
現在は台風直撃が予想される場合、九州電力は事前に上陸予想地に災害復旧隊を先発させる対応を行っている。